# حامد المقاطي
حامد طالب المقاطي مواليد 15 يوليو 1993 في ، السعودية، هو لاعب كرة قدم سعودي يلعب حالياً لنادي العروبة.

## مسيرة اللاعب
لعب سابقاً مع نادي المزاحمية ونادي الدرعية ونادي الحزم و نادي العين و نادي الدرعية ونادي العروبة.

## روابط خارجية
- حامد المقاطي على موقع قاعدة بيانات كرة القدم.إي يو (الإنجليزية)
- حامد المقاطي على موقع Soccerway.com (الإنجليزية)
- حامد المقاطي على موقع كووورة